# Boyoko-biri
Boyoko-Biri est un village situé à 45 kilomètres de Mossaka au Congo-Brazzaville. Les villages voisins de Boyoko-Biri sont : Makenengué, Libala, Mobiya, Boyoko, Litombi et Bossalo, Bolombé… Ce village est aujourd'hui peuplé en majorité des habitants venus de Boyoko, situé à une dizaine de kilomètres et situé dans le district de Tchikapika, pour y pratiquer la pêche et y sont restés à la suite de la construction d'une école primaire dans les années 1940. Ses quartiers sont: La mission (Lissaha), Mongala-mo'oyoko, Bilèlè et Libongo lo Owando. Il compte près de 200 habitants en 2007. La majorité de ceux-ci sont des jeunes.